# Al-Mamlaka
Al-Mamlaka (en árabe: المملكة‎, romanizado: Al-Mamlakah, literalmente "El Reino") es una cadena pública de televisión con sede en Amán, Jordania, creada en 2015 y con un estatuto especial. Fue lanzada a las ondas el 16 de julio de 2018. Es un canal de televisión financiado por el estado y con ofertas de servicios de radiodifusión pública.

## Historia
Creada en 2015 como un ente de comunicación pública independiente, según sus propios estatutos, Al-Mamlaka es gestionada por una Junta de gobierno nombrada por un Real Decreto de 10 de julio de 2015. Con un presupuesto anual de $14 millones de dólares, Fahed Khitan, columnista de Al Ghad, fue nombrado como presidente, con Marwan Jumaa, Nart Buran, Ayman Safadi y Bassim Tweisi como miembros de la junta directiva.
El canal reemplazó los anteriores planes del gobierno para introducir un tercer canal de la Corporación de Radio y Televisión Jordana, más conocida como Jordan TV. Las autoridades jordanas declararon en su momento que Al-Mamlaka sería independiente de la Corporación pública o Jordan TV, que ofrece servicios de radiodifusión pública.
El canal fue lanzado oficialmente el 16 de julio de 2018.